# HTC One mini
HTC One mini (також раніше знаний як HTC M4) — смартфон, розроблений компанією HTC Corporation, анонсований 18 липня 2013 року. Апарат є зменшеним варіантом флагману 2013 року HTC One.

## Зовнішній вигляд
Загалом дизайн, порівняно із HTC One не змінився, корпус смартфона, задня кришка і вставки спереду зроблено з алюмінію. Доступні срібний і чорний кольори. На передній частині симетрично зверху і знизу розміщено решітки із динаміками. На задній кришці є вставки з пластику у формі поперечних ліній. При розмірах 132x63,2x9,3 мм смартфоном «зручно користуватись однією рукою».

## Характеристики смартфона

### Апаратне забезпечення
Смартфон працює на базі двоядерного процесора Qualcomm Snapdragon 400 із тактовою частотою 1,4 ГГц, оперативна пам'ять— 1 Гб і вбудована пам'ять — 16 Гб (з них користувачеві доступно 11 Гб; слот розширення пам'яті відсутній). Апарат оснащений 4,3 дюймовим (109,22 мм відповідно) екраном із розширенням 720 x 1280 пікселів, тобто із щільністю 341 піксель на дюйм (ppi). В апарат вбудовано 4-мегапіксельну основну камеру із технологією «UltraPixel», що може знімати Full HD-відео (1080p) із частотою 30 кадрів на секунду, і фронтальною 1,6-мегапіксельною камерою (HD-відео (720p)). Дані передаються бездротовими модулями Wi-Fi (802.11a/b/g/n), Bluetooth 4.0, DLNA. Підтримує мобільні мережі 4 покоління (LTE), вбудована антена стандарту GPS + GLONASS. Весь апарат працює від незмінного Li-Po акумулятора ємністю 1800 мА·г, що може пропрацювати у режимі очікування 500 годин (20,8 дня), у режимі розмови — 20,72 години і важить 122 грами.

### Програмне забезпечення
Смартфон HTC One mini постачається із встановленою Android Jelly Bean версії 4.2.2. Також встановлено новий фірмовий користувацький інтерфейс HTC Sense 5.0 із новимим функціями:
- HTC BlinkFeed: стрічка новин у реальному часі із 1400 медіаджерел, що показується на головному екрані.
- HTC Zoe: знімає 3-секундні відеофрагменти, завдяки чому у галереї показується анімація, а не зображення.
- HTC BoomSound: звукова система покращення якості звуку завдяки двом стереодинамікам і підсилювачу.

Згодом випущено оновлення до Android 4.4.2 та Sense 6.0.

## Критика
Ресурс «PhoneArena» поставив апарату 8,5 із 10 балів, сказавши, що «HTC One mini показує чудовий приклад того, яку компактнішу і дешевшу версією цьогорічного флагмана потрібно робити». До плюсів зараховано дизайн («преміум компактний»), екран («дуже добрий»), звучання («чудове»), до мінусів — бічні клавіші («незручні»).
«TechRadar» поставив 4,5/5, сказавши, що «якщо ви шукаєте топовий смартфон, що вміщує у собі усі найкращі елементи з найкращих світових апаратів і запихає це у менший корпус, тоді ви дійсно повинні спробувати HTC One Mini». Сподобались дизайн («чудовий»), екран («високоякісний»), процесор («потужнішого не потрібно»), не сподобались — акумулятор («слабша»), «відсутність стабілізації зображення», пам'ять («надто мало»).
«CNET UK» поставив оцінку 4/5, сказавши, що « це найкращи смартфон, якщо ви раді пожертвувати великою швидкістю заради зручності і компактності». Плюсами смартфону названо розміри, дизайн («розкішний»), «металевий корпус», екран («яскравий і зухвалий»), баратея («пристойний час роботи»), мінусами — продуктивність («не вражає»), «досі не можливо видалити BlinkFeed», відсутність слоту розширення пам'яті, незмінна батарея.
«TheVerge» поставив 7,7/10, сказавши, що «One mini не є просто товрашем HTC One по бренду. Він живе відповідно до свого імені». До переваг було зараховано екран («найкращий із подібними розмірими»), потужність («як у HTC One»), якість складання, до недоліків — камера («низькі результати») та акумулятор («обмежений час роботи»), Sense («радше тягар, а ніж благо»).